# 科爾比察鄉
46°09′N 27°18′E / 46.150°N 27.300°E
科爾比察鄉（羅馬尼亞語：Comuna Corbița, Vrancea），是羅馬尼亞的鄉份，位於該國東部，由弗朗恰縣負責管轄，面積58平方公里，海拔高度126米，2002年人口1,979，人口密度每平方公里34人。